# シュロップシャー
シュロップシャー（英: Shropshire, Shrops, [ˈʃrɒpʃər, -ʃɪər]）は、イングランド、ウェスト・ミッドランズにある典礼カウンティ。サロップ (Salop)とも呼ばれる。州庁所在地はシュルーズベリー、最大都市はテルフォード。
北でチェシャー、東でスタッフォードシャー、南東でウスターシャー、南でヘレフォードシャー、西でウェールズのポーイス、北西でウェールズのレクサムと隣接する。面積は3,487平方キロメートル、人口は約50万人。東部のテルフォードと中部のシュルーズベリーのふたつが主立った町で、そのほかオズウェストリー、ブリッジノース、ニューポートといったマーケットタウンがある。それ以外の地域は農村部である。行政上はシュロップシャーとテルフォード・アンド・レキンのふたつの単一自治体からなる。
地勢は北部は平坦な一方、南部は山がちである。州面積のおよそ4分の1がシュロップシャー丘陵特別自然美観地域 (AONB) に指定されており、ザ・レキン、クリー・ヒルズ、スティパーストーンズ、ロング・ミンド、ウェンロック・エッジなどがある。州北西部からウェールズにかけては、フェンズ・ウィクソール・アンド・ベティスフィールド・モシーズ国立自然保護区が広がる。主要な河川としてセヴァーン川があり、西から入った流れはブリッジノースの南でウスターシャーに至るまでに広く平坦な渓谷となる。ニューポート近郊のエッジモンド村は、イングランドおよびウェールズの史上最低気温を記録した場所である。
州内ではシュロップシャー・ブラのペンダントなど、新石器時代から青銅器時代にかけての人間活動を示す痕跡が見つかっている。オールド・オズウェストリーのヒルフォートは鉄器時代のもので、古代ローマ時代にはウィロコニウム・コルノウィオルム市が創建された。アングロサクソン諸王国の時代にはマーシアの版図であったが、中世盛期に入るとウェールズとイングランドの緩衝地帯（ウェルシュ・マーチーズ）の一部となった。1472年から1689年にかけて、ラドローに「ウェールズおよびザ・マーチーズ参事会」が置かれ、ウェールズやヘレフォードシャー、シュロップシャー、ウスターシャー、グロースターシャーにおける司法をつかさどった。イングランド内戦中は王党派の拠点となり、チャールズ2世はウスターの戦いで敗北する前、州内各地を逃避行した（オークの木に隠れたエピソードは有名である）。コールブルックデール一帯は産業革命はじまりの地のひとつとして知られ、国際連合教育科学文化機関 (UNESCO) の世界遺産に登録されている。
農業では大麦、小麦といった穀物や、テンサイ、ジャガイモの生産がおこなわれている。ブルーチーズの一種シュロップシャー・ブルーの産地でもある。